# Австро-російський союз (1781)
Австро-російський союз — договір між Габсбурзькою монархією та Російською імперією, укладений у травні — червні 1781 року. Напередодні Росія також уклала союз із Пруссією. На момент укладання союзу увага Росії була зосереджена на територіях Османської імперії. Новий курс російської зовнішньої політики, втілений за сприяння Григорія Потьомкіна, понизив стратегічну роль Пруссії як союзника Росії і, навпаки, підвищив роль Австрії. Російсько-прусський союз був розширений 1777 року, однак вплив пропрусської партії Микити Паніна при петербурзькому дворі Катерини II був знівельований правстрійською партією Потьомкіна.
Австрійський імператор Йосиф II після смерті своєї матері, імператриці Марії Терезії, бажав покращити й розвинути відносини з Росією. Таємні переговори між Австрією та Росією почалися на початку 1781 року, й на травень — червень союз був формально сформований. Російсько-прусський союз формально існував до 1788 року, коли він втратив своє політичне значення через демонстрацію російсько-австрійського альянсу, що ізолювало Пруссію на міжнародній арені. Найбільш значимими проявами російсько-австрійського союзу стали таємний візит імператора до Росії в ході кримської подорожі Катерини II 1787 року, австро-турецька (1788—1791) та російсько-турецька (1787—1792) війни. 1790 року російсько-австрійські відносини напружились, оскільки Росія заявила, що не втручатиметься в можливий австро-прусський конфлікт.